# Gaspard Poussin
Gaspard Poussin [pu'sɛ̃], eigentlich Gaspard Dughet, (* am 4. oder 7. Juni 1615 in Rom; † 25. Mai 1675 ebenda) war ein italienischer Kupferstecher und Landschaftsmaler, der hauptsächlich in Rom und der näheren Umgebung, aber auch in Florenz und Neapel tätig war.

## Leben
Dughet war ein Sohn des französischen Kochs Jacques Dughet und dessen italienischer Ehefrau Dorotea (geborene de Scaruffo) aus Palermo. Er ein Bruder des Malers, Kupferstechers und Kupferstichhändlers Jean italienisch Giovanni Dughet (um 1614–1679) und ein Schüler seines späteren Schwagers Nicolas Poussin nach dem er sich seit den späten 1640er Jahren „Poussin“ nannte. Er wohnte in den Jahren 1631 bis 1635 neben weiteren Schülern wie Claude Lorrain im Haus von Poussin. Er war in Frankreich auch als Le Guaspre bekannt und malte insbesondere dekorative Landschaften für die Paläste wohlhabender Bürger in Rom. Er wandte sich, wie sein Schwager, der historischen Richtung der Landschaftsmalerei zu. Seine Bildnisse für die Paläste fertigte er zumeist in Tempera und Öl. Anfangs wurde er auch durch Maler wie Annibale Carracci und Domenichino beeinflusst und näherte sich später mehr dem Stil Poussins an, wobei sich seine Bilder von diesem durch ein tieferes, wärmeres Kolorit unterschieden. In die Abbildungen komponierte er oftmals Bäume und antike Ruinen, oftmals verbunden mit Wetterereignissen wie Gewitter oder Sturm. Er wurde nach seinem Tod in der Kirche S. Susanna in Rom beigesetzt. Er hatte eine Schwester Anne-Marie Dughet, die mit seinem Lehrer Nicolas Poussin verheiratet war.

## Werke (Auswahl)

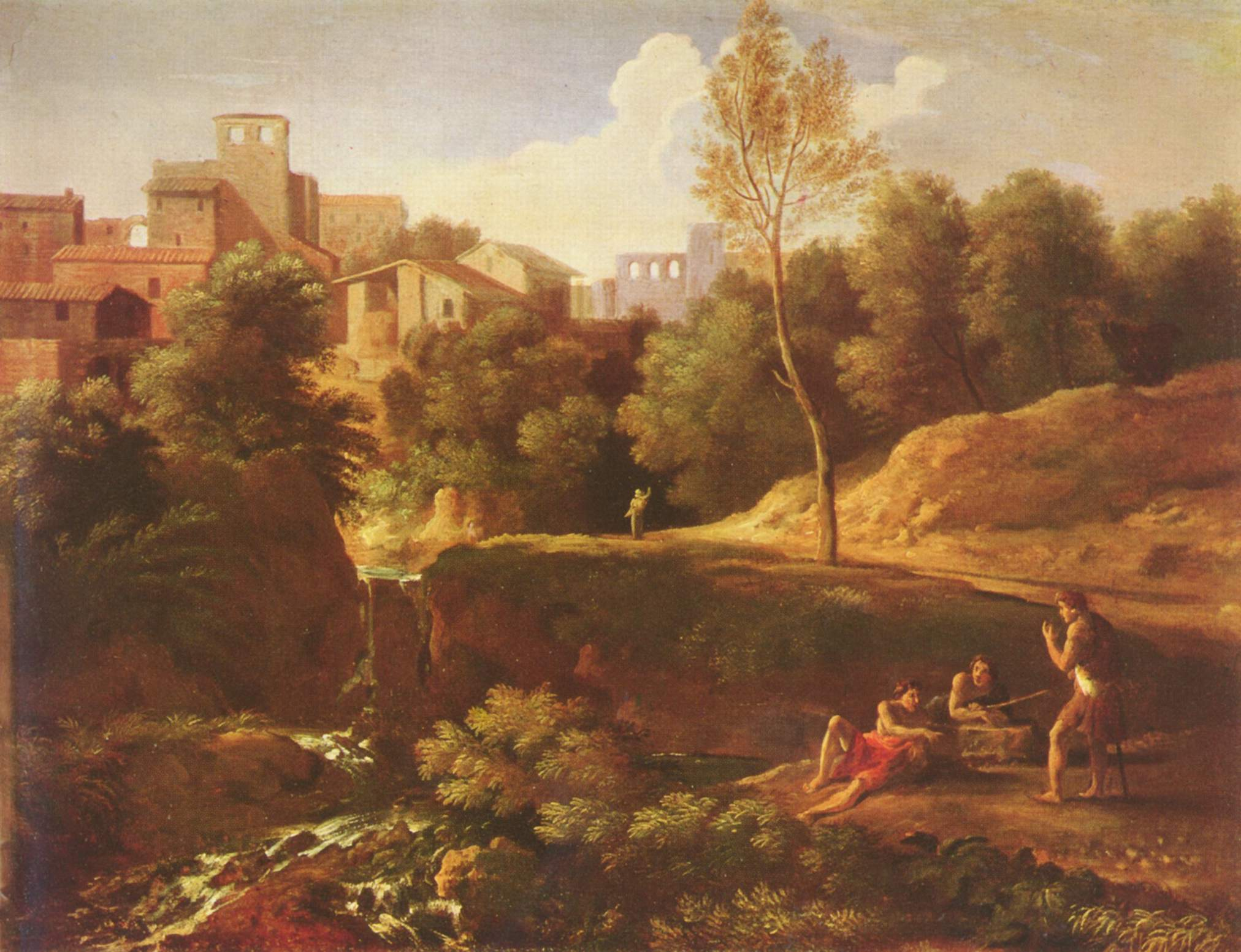
Ideallandschaft (1650–1660)

Größere Landschaftszyklen befanden sich in den Palästen Doria, Colonna und Corsini, einzelne Bilder in der Accademia di San Luca in Rom, im Palazzo Pitti in Florenz, im Louvre in Paris, in der Eremitage in Sankt Petersburg, im Museum von Madrid, in der Dresdner Galerie und in einigen englischen Privatsammlungen. Er fertigte auch acht Radierungen.
- Freskenfolge mit Darstellungen aus dem Leben des Propheten Elias in der Kirche San Martino ai Monti in Rom
- 25 Kolossalbilder im Thronsaal des Palazzo Doria-Pamphilj
- Römische Landschaft (ehemals im Kaiser Friedrich-Museum, Berlin)[3]
- Das Grabmal der Cäcilia Metella und Landschaft, Sturm und Gewitte (Kunstsammlung Wien)[4]
- Gewitterlandschaft
- Gebirgslandschaft mit Maria Magdalena
- Landschaft mit Abraham und Issak